# Институт рукописей НАН Азербайджана
Институт рукописей имени Мухаммеда Физули (азерб. Əlyazmalar İnstitutu) — научно-исследовательский институт Национальной академии наук Азербайджана.
Осуществляет научно-исследовательскую, архивную и библиотечную деятельность, сбор, систематизацию, охрану, изучение, перевод и публикацию средневековых рукописей.
Коллекция института насчитывает около 40 000 документов, в том числе 11 000 рукописей на азербайджанском, турецком, узбекском, фарси и арабском языках. Тексты располагают сведениями о средневековой медицине, астрономии, математике, поэзии, философии, праву, истории и географии.
Институт располагается в историческом здании Бакинской мусульманской женской школы мецената Г. З. Тагиева на улице Истиглалийят в Баку. Это здание также служило парламентом Азербайджанской Демократической Республики, Президиумом Верховного Совета Азербайджанской ССР.

## История
Предпосылки для создания института возникли ещё в 1924 году, когда в Баку был проведен первый Всеазербайджанский региональный конгресс, который постановил организовать научную библиотеку со специальным отделом, посвящённым древним рукописям и редким книгам. Сначала эта библиотека являлась частью Общества исследования Азербайджана. Затем её включили в состав Института литературы им. Низами.
В 1950 году при Академии наук Азербайджанской ССР был создан Республиканский рукописный фонд. В 1986 году на базе фонда основан Институт рукописей АН Азербайджана.
В 1996 году Институту было присвоено имя Мухаммеда Физули.
С января 2015 года Институт рукописей имени Мухаммеда Физули НАН Азербайджана является членом Ассоциации Международных Исламских Рукописей, созданной при Кембриджском университете. (TIMА)

## Структура

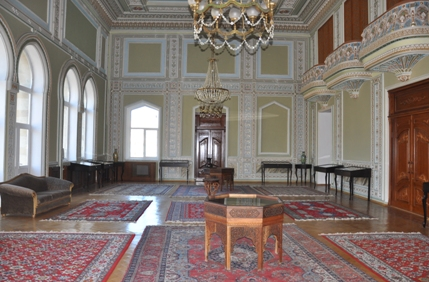
Один из выставочных залов института

В Институте действуют 11 научно-исследовательских отделов и 1 лаборатория.
Научно-исследовательские отделы:
- Отдел исследования тюркоязычных рукописей;
- Отдел исследования арабоязычных рукописей;
- Отдел исследования персоязычных рукописей;
- Отдел исследования личных архивов;
- Отдел книговедения и библиографии;
- Отдел исследования междисциплинарных рукописей;
- Отдел перевода рукописей и старых печатных книг;
- Отдел международных отношений;
- Отдел электронных ресурсов;
- Отдел научных фондов;
- Отдел библиотеки и научной информации;
Научно-исследовательская лаборатория:
- Лаборатория гигиены и реставрации рукописей.
Другие отделы:
- Отдел образования;
- Отдел общественных связей;
- Бухгалтерский учёт;
- Отдел кадров;
- Общий отдел;
Руководство:
Директор института:
Академик Теймур Керимли
Заместители директора:
Паша Керимов — заместитель директора по научной работе, доктор филологических наук
Айбениз Алиева-Кенгерли — заместитель директора по научной работе, доктор филологических наук 
Гурбан Гумбатов — заместитель директора по общим делам    
Учёный секретарь
Азизага Наджафов — кандидат филологических наук

## Коллекция

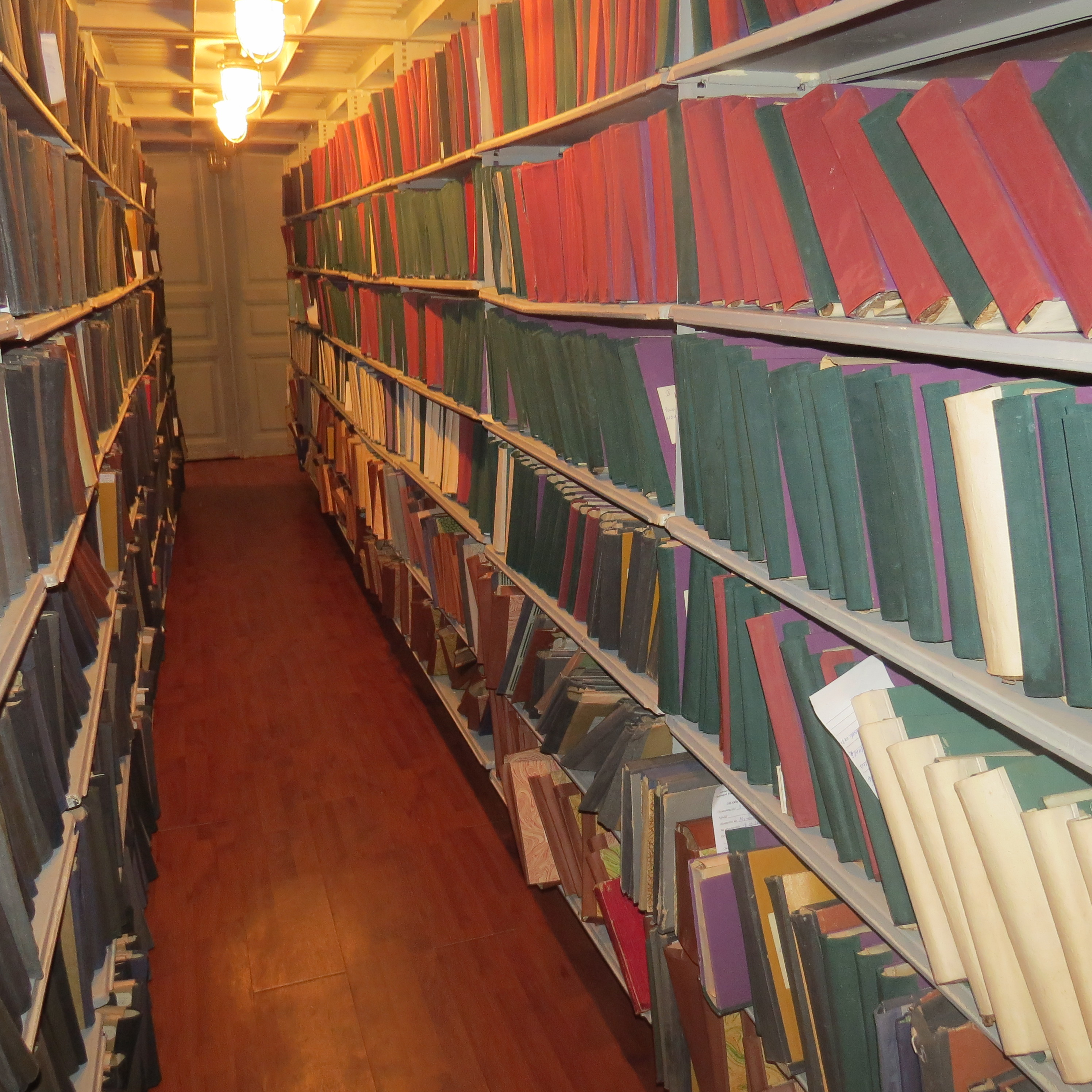
Хранилище рукописей

В Институте насчитывается более 40 тысяч материалов, из которых около 12 тысяч — арабографические памятники письменности, которые были написаны или же переписаны в IX—XX веках. Эти письменные памятники хранятся в Институте рукописей в хранилищах в специальных климатических условиях.
Рукописные памятники, хранящиеся в Институте, относятся к истории, теории литературы, художественной литературе, языкознанию, медицине, математике, ботанике, зоологии, психологии, логике и другим областям. Рукописи, которые написаны на азербайджанском, узбекском, таджикском, туркменском, персидском, турецком, индийском, арабском, армянском, грузинском, русском языках были собраны на территории Азербайджана. Наиболее древняя рукопись относится к 861 году и представляет собой часть Корана, написанную на пергаменте почерком куфи.
Также в Институте хранится 32 архива азербайджанских писателей, поэтов, композиторов, учёных, художников и актёров, фирманы сефевидских и каджарских шахов, турецких султанов, исторические документы.
Ниже описана коллекция рукописей института на арабском, персидском и тюркских (азербайджанском, турецком, узбекском, кумыкском) языках:

### Арабские рукописи

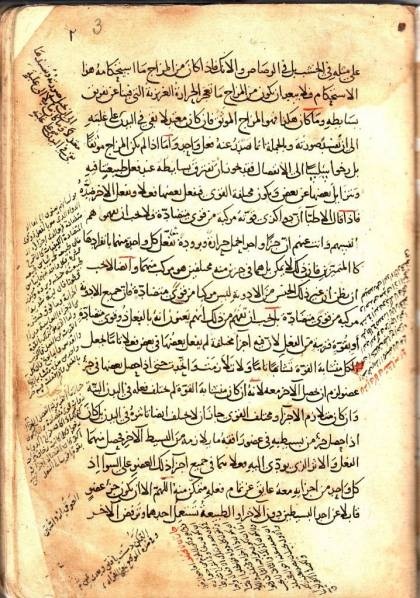
Рукопись на арабском языке XII века «Канона врачебной науки» персидского врача Ибн Сины

Самая древняя рукопись, которая хранится в Институте — часть суры «Ан Ниса» Корана, относящаяся к IX веку, и написанная на коже. Одна из древних рукописей, судя по отмеченной на ней дате, была составлена в конце XI века известным арабским лексикографом Исмаилом аль-Джаухари. Эта рукопись произведения «ас-Сихах», которая считается толковым энциклопедическим словарём классического арабского языка, была переписана в 1117 году из экземпляра автографа. В коллекции имеется толковый словарь другого крупного арабского ученого-лингвиста Махмуда бин Йакуба ибн Мухаммеда Аль-Файрузабади «Камус-и мухит», переписанный в 1598 году Шамседдином Ширази, aрабо-персидский словарь XV века «Тадж-ул-Масадир» Абу Джафара Ахмеда ибн Али-ал-Мугаррик.
В Институте хранится рукопись второго тома трактата персидского ученого Абу Али ибн Сины «Ганун фи-т-тибб» («Канон врачебной науки»). Она переписана в 1143 году в Багдаде почерком насх на арабском языке. Рукопись относится к медицине и фармакологии и является одним из древних, редких экземпляров в мире. При издании в Ташкенте этого произведения Ибн Сины на русском и узбекском языках в 80-х годах, узбекские учёные для составления научно-критического текста второй книги использовали Бакинскую рукопись как основной экземпляр.
Хранящаяся здесь рукопись произведения арабского учёного, жившего в X—XI веках в Кордове (Испания) — Абу-Касима аз-Захрави «Ал-Магала ас-саласин» («Тридцатый трактат»), одного из томов фундаментального трактата на арабском языке по медицине, содержит рисунки около 200 хирургических инструментов. Она была переписана в XIII веке.
Здесь хранится также рукопись 1222 года «Китаб ал-алван» арабского ученого IX века Абу Халила Хассана бин Абдаллаха бин Сахл ал-Аскари, рукопись произведения арабского писателя  Ибн Халликана «Вафайат ал-айан» (1484), наиболее старейший и редкий список труда Мухйиддина ан-Навави «Ал-Изах фи Манасик» на арабском языке, переписанный в 1559 году, и многие другие.
В Институте рукописей хранится арабский текст сочинений Шейха Ахмеда ал-Манаваи «Шарки-Самаркандийа», переписанный в 1789 году.

### Персидские рукописи

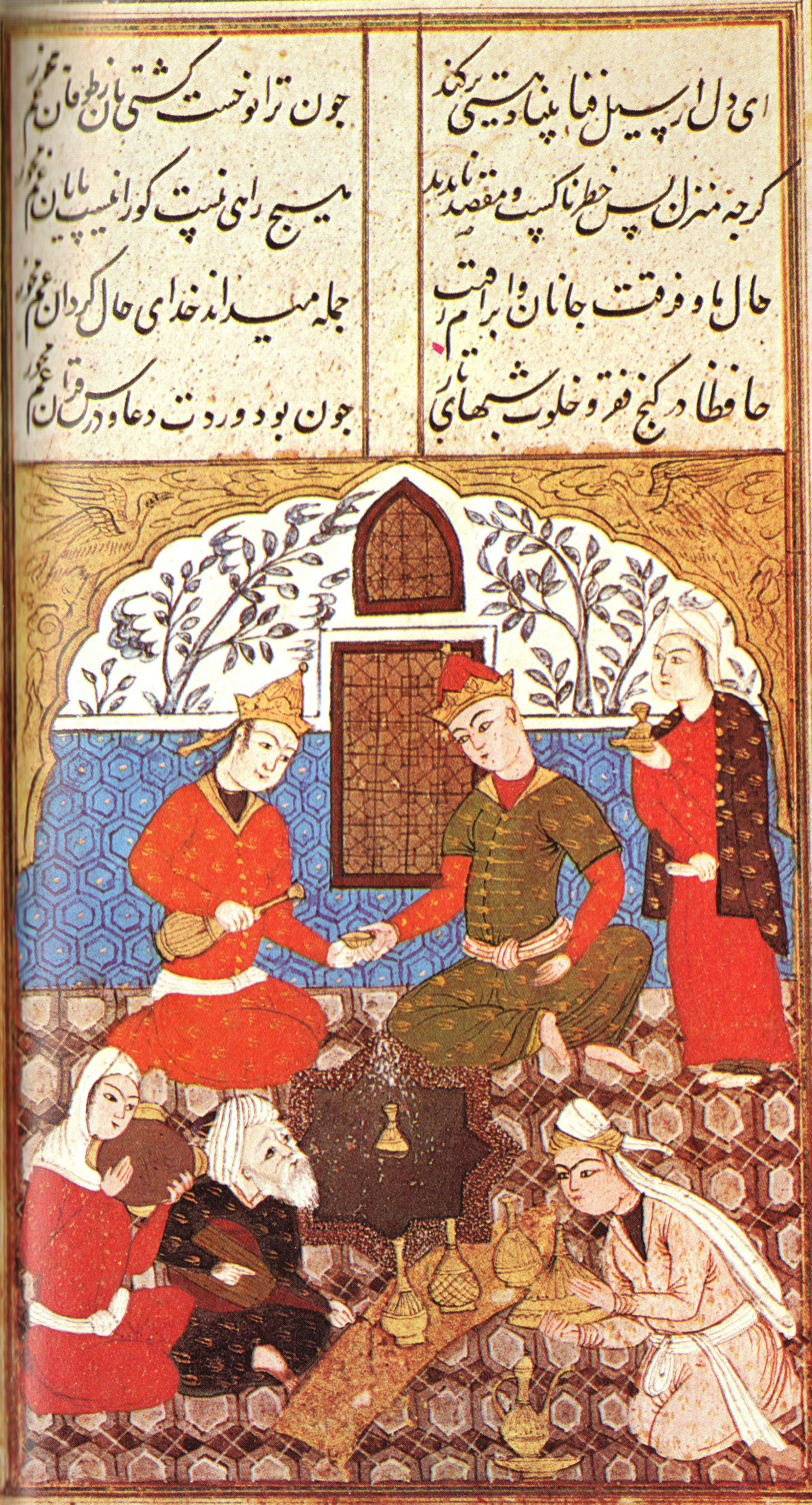
Миниатюра из рукописи «Дивана» персидского поэта Хафиза Ширази. 1584 год

В Институте рукописей хранятся рукопись произведения Рустама Джурджани «Захирейи-Низамшахи» («Лекарства Низамшаха») по фармакологии, переписанная в XIII веке, рукопись произведения Аби ибн Гусейна Казвини «Манахидж ут-талибин вал маариф ус-садигин», переписанная в 1377 году, а также один из экземпляров переписанного в XIV веке произведения Шейха Махмуда Шабистари «Гюльшани раз».
Из памятников письменности, переписанных в XV веке в Институте рукописей хранятся: произведение Хаджу Кермани «Хумай и Хумаюн» (1415), персидско-таджикский диван поэтa Камола Худжанди (1436), диван Ровшани (1484), «Бустан» («Плодовый сад») Саади (1494), переписанная в XV веке астрономическая таблица «Зиджи-Ильхани», «Тансукнаме» (Трактат по минерологии) и «Ахлаги-Насири» (Насирова этика) ученого Насреддина Туси, «Иршад-ул-мохтадж ила шархи-минхадж» и другие произведения Мухаммада аш-Шафии, «ал-Агрутут-тыббийа ва ал-Мабахи сул-алами» известного медика XII века Зейналабдина аби ал-Фазаи Исмаила ибн Хусейни ал-Джурджани, «Абдулланаме» Хафиза Таниша ибн Мир Мухаммед аль-Бухари, написанная насхом и насталиком.
В Институте рукописей хранится более 20 списков «Хамсе» Низами Гянджеви, оформленных миниатюристами XIV—XVI вв., среди которых полный список, переписанный в XV веке, «Диван» рукописных стихов и рукописные списки поэмы «Тохфат-ул-Иракейни» Хагани Ширвани, список поэмы Шейха Махмуда Шабистари «Гюльшани-раз».
Художественно оформлены лицевые рукопиcи произведений персидских поэтов Фирдоуси («Шахнаме»), Саади Ширази — «Голестан» и «Бустан», Хафиза Ширази — «Диван», и иные. В XVII веке на европейской бумаге филигранью переписана рукопись произведений Шамсаддина ибн Камаладдина «Арвах-ул-Аджсад» («Души телес»).

### Тюркские рукописи

#### Средневековые

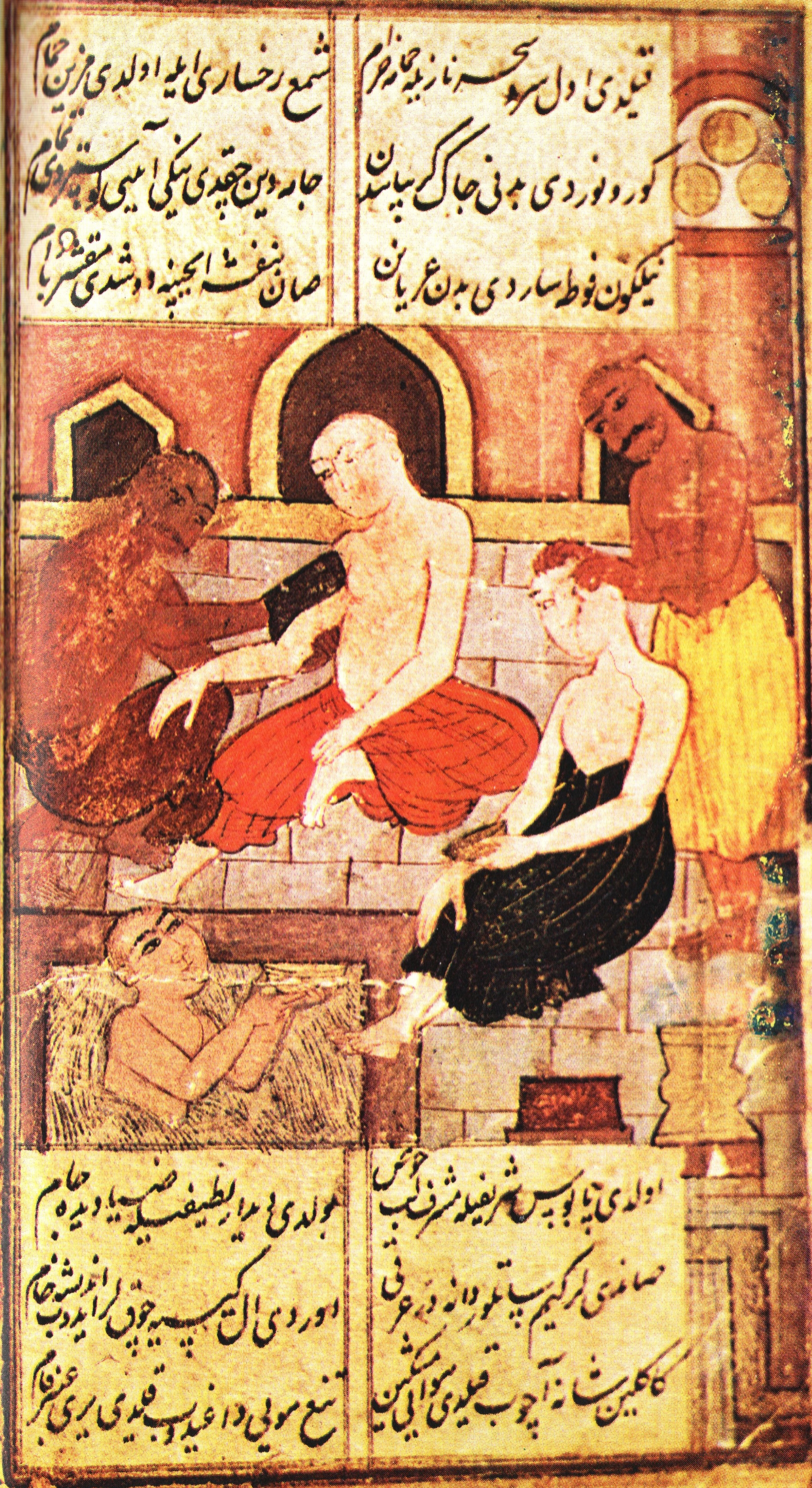
Миниатюра из «Дивана» Физули. XVII век

В коллекции рукописей хранится рукопись дивана Насими 1494 года, уникальный список поэмы «Варга и Гюльшах», написанной на азербайджанском языке в XIV веке; «Шархи-Дивани Хагани» (1628 год) Абд-ал-Ваххаба ибн Мухаммеда ал-Хусейни ал-Хасани Гинаи; «Диван» Мухаммеда Физули и много другое. Также в институте имеются четыре рукописи поэмы Физули «Лейли и Меджнун».
В коллекции института хранится совместный диван Алишера Навои и Мухаммеда Физули, рукопись XV века по астрологии Ходжа ибн Адили Ибари на азербайджанском языке, а также переписанная в 1610 году рукопись исторического сочинения XVI века «Таварихи-Салимнаме» турецкого учёного и библиографа Али Эфенди. Это полный список с чётким указанием автора сочинения. Помимо этого коллекция института включает рукопись XVII века поэмы «Дехнаме» Шаха Исмаила Хатаи.
Здесь хранится первый перевод на тюркский язык с комментариями «Дивана» персидского поэта XIV века Хафиза Ширази, осуществлённый азербайджанским поэтом Сурури в XV веке список 1765 года; перевод на азербайджанский язык знаменитого энциклопедического словаря Сыхах-ал-Луга Ал-Джаухари под названием «Тарджуман ал-Сыхах». Большую ценность представляют своеобразный тюркско-арабско-персидский словарь «Кавамил-ит-та’бир» Ал-Бавазиджи Xыдр бин Абделхади ал Мусули, составленный в конце XV веке.
В коллекции института хранятся рукопись «Бабурнаме» Мухаммеда Захираддина Бабура на узбекском, рукописи на турецком «Тарихи-маргубил-ада» Ибрагим-паши Печави, переписанная в 1845 году рукопись «Тангихи-таварихи-мюлук» Гусейна Газарфана, «Таварихи-гисасил-анбийа вал-мюльк» Нишанчи-паши, переписанная в 1587 году насхом. Из кумыкских рукописей имеются «Тарихи мукаддас» (конец XVII-начало XVIII века), «Накшибанди тарикатны тарихи» («История накшбендийского ордена»).

#### XIX—XX вв.
В коллекции имеются рукописные книги азербайджанского ученого и писателя XIX века Мир Мохсуна Навваба, ученого и общественного деятеля XIX века Абдул Гани Халисагарызаде и пр. Своей значительностью и ценностью отличаются письма-автографы видного азербайджанского учёного, историка и писателя Аббаскули Ага Бакиханова, автограф азербайджанского поэта XIX века Гасанали хана Карадаги; автографы сочинений «Масаиб-ул Ахйар», «Асар-ул Аимма», «Мухтар-наме», «Нур-ул-Аи-нар, Зийа-ул Анвар», «Кифайит-ул Атфал», «Кашф-ул Хагига» Мир Мохсуна Навваба; автограф азербайджанского просветителя начала XX века Мирза Мухаммеда Ахундзаде, в котором представлены поэтические рассказы автора и переводы отрывков из поэмы «Шахнаме» Фирдоуси.
В Институте рукописей имеется кумыкская рукопись «Кысас ул-анбийа», арабско-персидско-кумыкский сборник, составленный Магомедом-эфенди Османи (1901).

## Последние пополнения
Летом 2011 года копии части найденных в Апостольской библиотеке Ватикана рукописей, относящихся к истории Азербайджана, были привезены в Бакy. Среди найденных документов — рукописи Низами Гянджеви, Физули, Насими и других средневековых авторов. Исследования в архивах Ватикана и Ватиканской апостольской библиотеке проводил заведующий отделом перевода и информации Института рукописей, доктор исторических наук, профессор Фарид Алекперли. В июле 2011 года из Тебризской центральной библиотеки были приобретены копии рукописей 25 писем Садик бека Афшара (вторая половины XVI — начала XVII вв), из которых 18 писем на тюркском (староазербайджанском языке) и 7 писем на персидском языках. В ноябре этого же года Институтом рукописей у Британского музея в Лондоне были приобретены копия рукописи дивана азербайджанского поэта XVI века Юсиф бека Устаджлу.
В июле 2012 года Институт рукописей приобрел хранящуюся в Бурсе копию рукописи дивана известного азербайджанского поэта Кишвери на турецком языке, состоящую из 126 страниц. В сентябре этого же года Институт рукописей при содействии посольства Азербайджана в Польше приобрел копии нескольких рукописей, хранящихся в библиотеках городов Варшава, Познань, Вроцлав и Краков. Среди них — переписанная в 1689 году рукопись поэмы «Хамсе» Низами Гянджеви, которая состоит 1289 страниц и рукопись «Дивана» Мухаммеда Физули, переписанная в 1576 году.
В июне 2013 года Институт приобрел копию дивана азербайджанского поэта Муртазагулу хана Шамлу Зафера, жившего в период Сефевидов и занимавшего высокие государственные посты в годы правления Шаха Сефи (1629—1642) и Шаха Аббаса II. Хранящийся ранее в библиотеке Кембриджского университета диван был закончен в 1669 году. В его диван, состоящий из 839 бейтов на азербайджанском языке, вошли 114 газелей, 3 месневи, 3 теркибенд, 2 терджибенд, 1 мухаммас, 1 мустазад, 5 гите и 1 рубаи. В августе 2013 года Институт приобрёл копию «Хамса», написанную османским поэтом XVI—XVII веков Атаи под впечатлением пятерицы классика персидской поэзии Низами Гянджеви. Копия была приобретена в Музее искусств города Балтимора США. В книге до 38 красочных миниатюр. Данная рукопись состоит из 320 страниц, и была переписана в 1721 году Хейруллой Чавушзаде. В сентябре этого же года Институт рукописей в библиотеке Астане-Гудси-Резаи города Мешхеда приобрёл две копии рукописей о хуруфитах. Одна из рукописей — перевод на тюркский трактата основоположника хуруфизма Фазлуллаха Наими «Башаратнаме». В конце этой рукописи приводится небольшой отрывок из произведения философа Шихабеддина Сухраверди «Футухнаме». Вторая рукопись представляет собой стихи хуруфитского поэта Хейрати на 20 страницах.
В январе 2015 года Институт рукописей приобрёл копию сборника стихов (дивана) азербайджанского поэта XV—XVI веков Сурури, хранящихся в библиотеке Стамбула Сулеймание и в библиотеке города Маниса. Сборник стихов поэта, который хранится в  Сулеймание, состоит из 667 бейтов, а также 90 газелей и трех мураббе. В экземпляр дивана поэта, который хранился в Манисе, наряду со стихами на азербайджанском языке, также входят стихи Насими на персидском языке и поэта по имени Нур Сейид Али. В поступившем в институт сборнике Сурури содержатся его неизвестные произведения, а также мураббе, посвящённый шаху Исмаилу Хатаи.

## Деятельность
С ноября 2022 года Институтом совместно с Центром Низами Гянджеви при Оксфордском университете, Центром Большой исламской энциклопедии Ирана осуществляется проект по созданию каталога копий произведений Низами Гянджеви, изданных за 600 лет. На 2024 год существует около 4 000 изданий произведений в библиотеках стран Ближнего Востока, Южной и Средней Азии, Кавказа и Запада, частных коллекциях. Кодификация призвана устранить ошибки в изданиях. Каталог будет издан на азербайджанском, персидском и английском языках и размещён в архиве исследований Оксфордского университета.

## Галерея

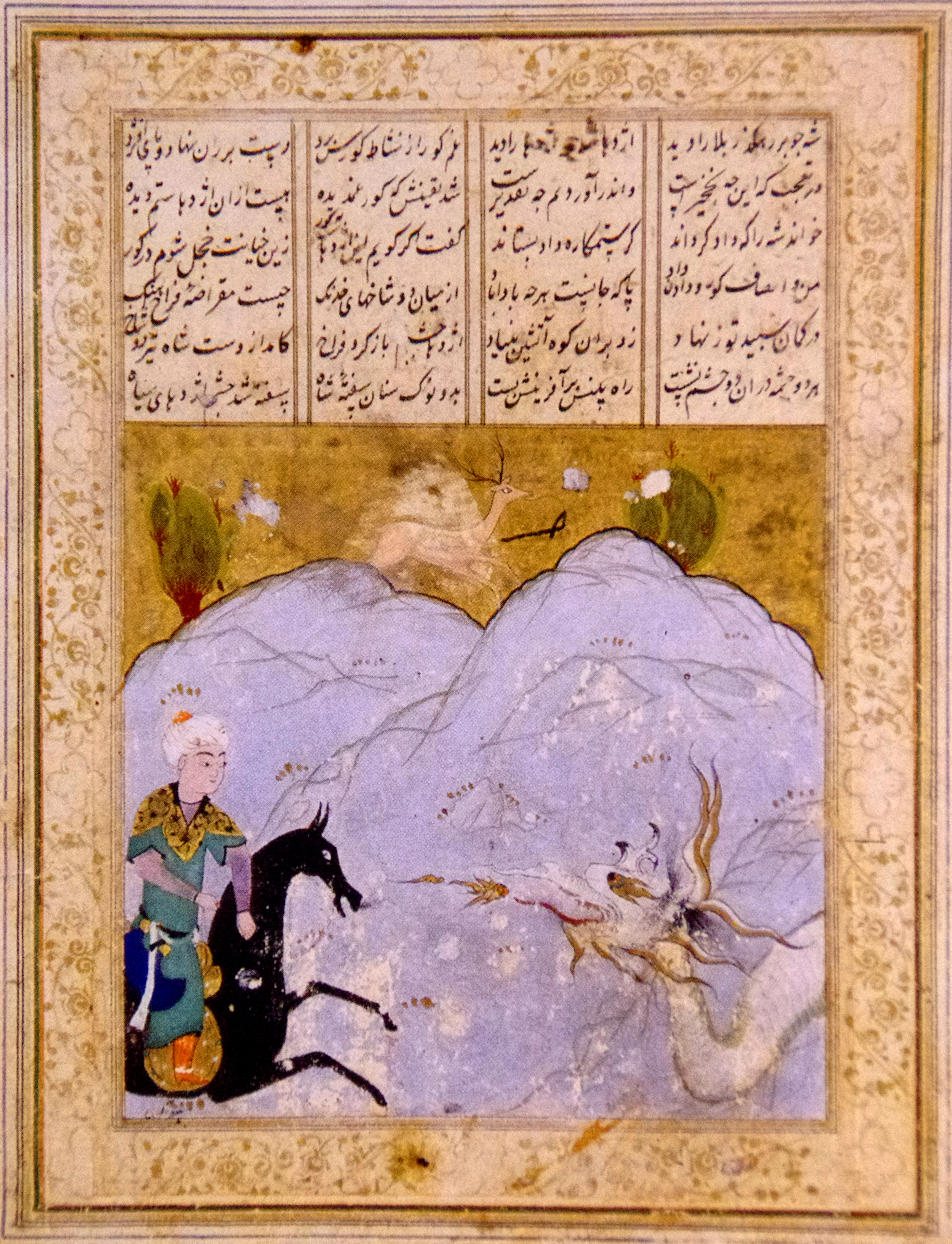
Бахрам убивает дракона. («Семь красавиц» Низами Гянджеви). Миниатюра первой половины XVI века из рукописи. Тебризская школа
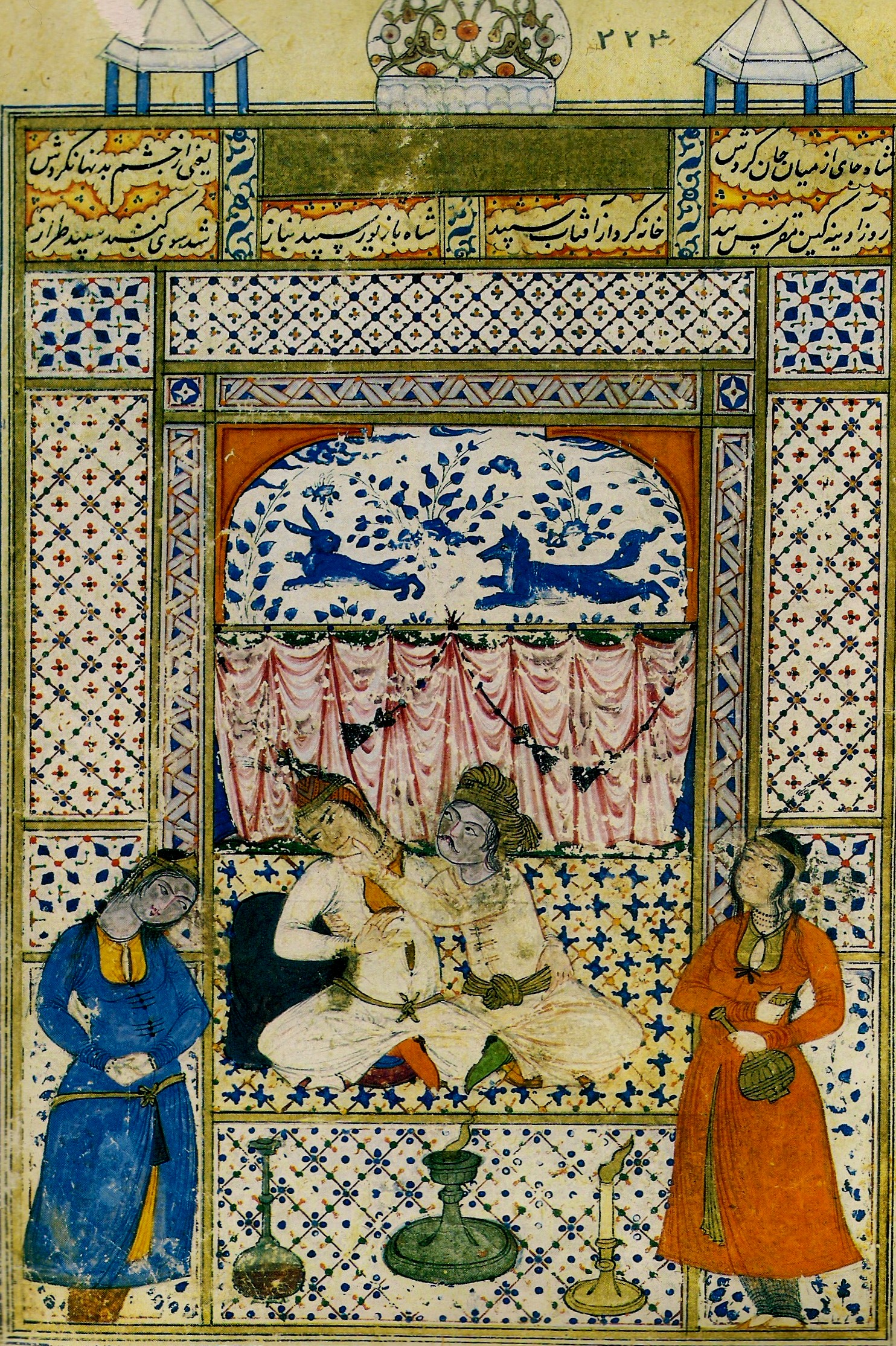
Бахрам в белом дворце («Семь красавиц» Низами Гянджеви). Рукопись 1636 года. Дуст Мухаммад ибн Дарвиш Мухаммад Дархаджи. Исфаханская школа
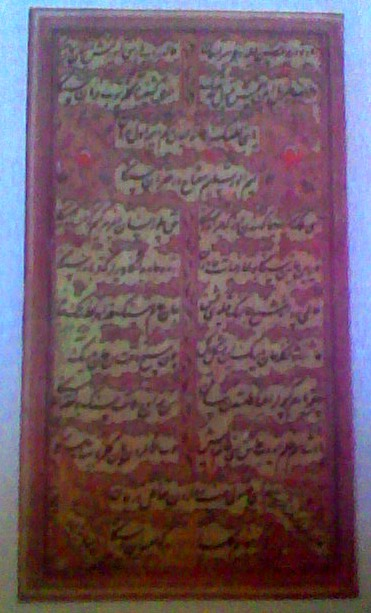
Страница из дивана Физули. Рукопись 1628 года
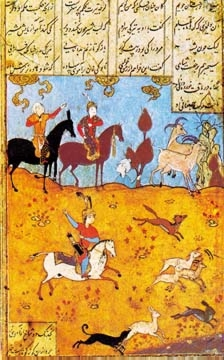
Миниатюра из рукописи 1579 года поэмы «Восемь райских садов» Амир Хосрова Дехлеви

Средневековые рукописи по медицине
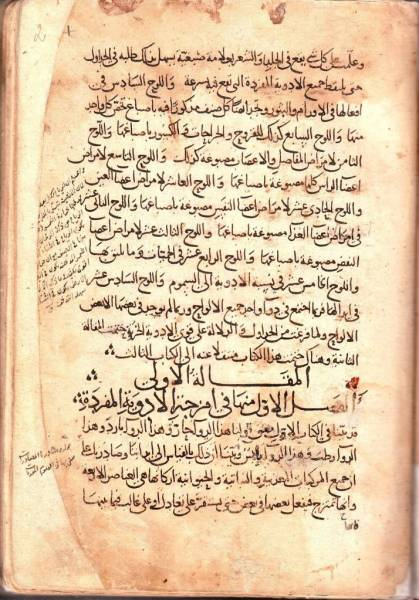
Рукопись «Канон врачебной науки» (Аль-Ганун Фи ат-Тибб, 1030 год) персидского ученого Ибн Сины, составленная в 1143 в Багдаде
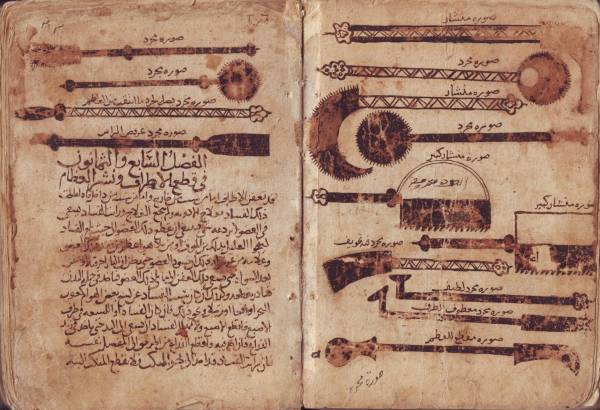
Рукопись XIII века «Аль-Макала ас-Саласун» («Тридцатый трактат», XI век) арабско-кордовского врача Абуль-Касим аз-Захрави
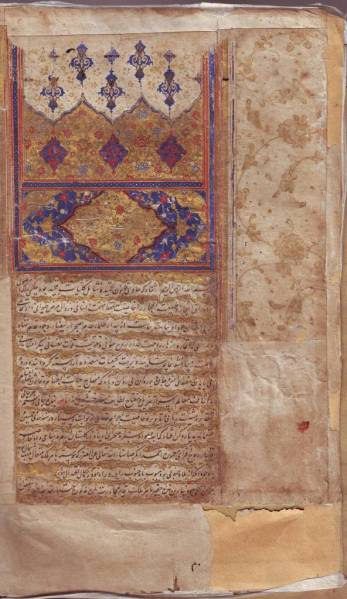
Рукопись XVI века «Захираи-Низамшахи» (XIII век) персидского ученого Рустама Джурджани
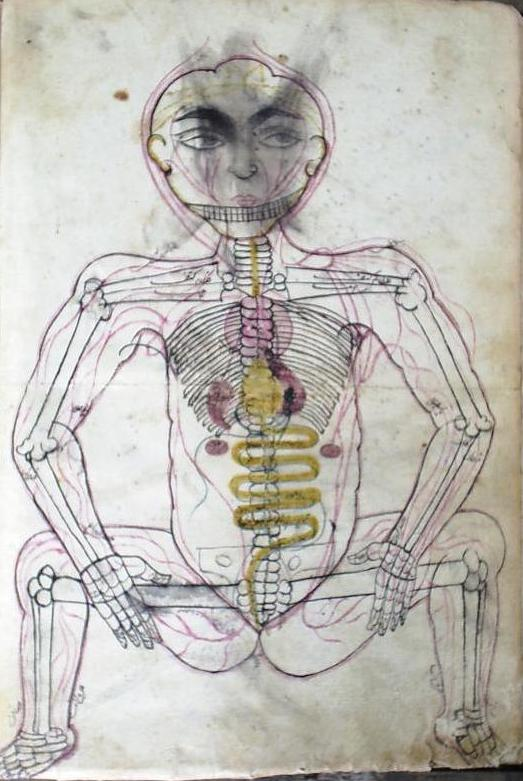
Изображение скелета человека из рукописи 1653 года работы Мансура ибн Мухаммада «Кифайейи-Мансури» (1423)